# Gervasio Chiari
Gervasio Chiari (Cologne, 15 novembre 1922 – Bergamo, 17 aprile 2011) è stato un imprenditore italiano.

## Biografia
Nel 1957 rilevò l'impresa di produzione di giocattoli Sebino Bambole di Pilzone d'Iseo che trasferì in seguito a Cologne, suo paese natale nel 1962. Lì, con la collaborazione del fratello Dante Chiari, inventò il bambolotto Cicciobello il cui marchio fu ceduto in tempi successivi al gruppo Giochi Preziosi.
Chiari fu anche reduce della campagna di Russia, per la quale ricevette la medaglia d'argento al valor militare e l'onorificenza di Grande ufficiale.